# Daniel Adrián Valdés
Marcelo Rubén Ríos (Argentina; 3 de octubre de 1973) es un exfutbolista argentino. Jugaba en la posición de defensa.

## Clubes
| Club                              | País      | Año         |
| --------------------------------- | --------- | ----------- |
| Club Atlético Aldosivi            | Argentina | 1991 - 1996 |
| Deportivo Norte                   | Argentina | 1996 - 1997 |
| Club Atlético Aldosivi            | Argentina | 1997 - 1998 |
| Club Santos Laguna                | México    | 1998        |
| Club Atlético Aldosivi            | Argentina | 1999 - 2000 |
| Centro Juventud Antoniana         | Argentina | 2000 - 2001 |
| Club Atlético Tigre               | Argentina | 2001        |
| Club Atlético Aldosivi            | Argentina | 2001 - 2002 |
| Club Atlético San Lorenzo de Alem | Argentina | 2004        |
| Club Atlético Aldosivi            | Argentina | 2004 - 2006 |
| Club Sportivo Patria              | Argentina | 2006        |